# Aughnanure Castle
Aughnanure Castle (irsk: Caisleán Achadh na nlubhar) er et beboelsestårn, der ligger i Oughterard, County Galway, i det vestlige Irland. Det blev opført af O' Flaherty-familien i 1500-tallet.
Det er et National Monument.